# Launch Control
Im Automobilbereich ist die Launch Control eine Form der Antriebsschlupfregelung („Traktionskontrolle“), die dazu dient, ein Fahrzeug durch einen technisch optimierten Startvorgang so schnell wie möglich zu beschleunigen. 
Die Kupplung und die Schaltung werden dazu so gesteuert, dass diejenige Raddrehzahl anliegt, die das Fahrzeug mit optimalem Schlupf am stärksten beschleunigt. Je nach Programmierung schaltet das Getriebe oder der Schaltautomat bei optimaler Drehzahl in den nächsten Gang, bis die bauartbedingte Höchstgeschwindigkeit oder ein anderer Parameter erreicht ist.  Die Launch Control eignet sich daher vor allem für Drag Races und andere Rennsport-Wettbewerbe. Nachteilig sind die hohe Belastung des Motors, des Antriebs (insbesondere Überhitzung der Kupplung, weswegen zum Beispiel bei BMW diese Funktion nur bis zu einer bestimmten Kupplungstemperatur möglich ist) und der hohe Kraftstoffverbrauch, welcher aus der hohen Drehzahl resultiert.
Das System wurde bekannt durch den Einsatz in Formel-1-Rennwagen. Erst wurde es in der Saison 2001 von der FIA zugelassen und bereits ab dem Großen Preis von Großbritannien 2003 wieder verboten. Bei der Rallye-Weltmeisterschaft wurde es in World Rally Cars (Klasse A8) ebenfalls verwendet. Seit dem Reglement der Saison 2011 ist es auch nicht mehr zulässig. Seit 2019 wird Launch Control in den Rennmotorrädern der MotoGP-Klasse angewendet. Auch mehrere Serienmotorräder mit Straßenzulassung, zum Beispiel die Aprilia RSV4, BMW S 1000 RR oder die Yamaha R1 ab 2015 sind mit diesem Fahrerassistenzsystem ausgestattet.